# PVA TePla
Die PVA TePla AG ist ein weltweit operierendes börsennotiertes Spitzentechnologie-Unternehmen mit Sitz im mittelhessischen Wettenberg. Das Unternehmen bietet Systeme für die Herstellung und Veredlung von Werkstoffen an.

## Geschichte
Aus der damaligen Arthur Pfeiffer Vakuumtechnik Wetzlar GmbH, der heutigen Pfeiffer Vacuum Technology AG, übernahm die Peter Abel GmbH den Geschäftsbereich Vakuum-Metallurgie-Anlagen. Diese wurde im Rahmen von Mitarbeiter-Beteiligungen 1991 in die PFEIFFER Vakuum-Metallurgie Anlagenbau GmbH umfirmiert. Im Jahr 2002 wurde das Unternehmen mit der börsennotierten TePla AG (Technics Plasma AG) aus München zur PVA TePla AG verschmolzen. Seit 2003 werden die Aktien im Prime Standard der Deutschen Börse gelistet.
Ende Juli 2008 wurde das operative Geschäft der Tochtergesellschaft UV Systec Gesellschaft für UV-Strahler und Systemtechnik mbH an die uv-technik Speziallampen GmbH verkauft. Im Jahr 2008 hat das Unternehmen seinen Sitz von Aßlar nach Wettenberg verlagert; dabei entstand für rund 25 Millionen Euro im Krofdorfer Westpark ein neues Firmen-Gebäude mit 26.000 Quadratmetern (davon 13.000 Quadratmeter Nutzfläche für Produktion und Verwaltung).

## Unternehmensstruktur und Produkte
Das Geschäft gliedert sich in die zwei Geschäftsbereiche Industrial Systems und Semiconductor Systems. Im Geschäftsbereich Industrial Systems werden u. a. Vakuum-Sinteranlagen produziert, welche für die Produktion von Hartmetall-Werkzeugen Verwendung finden. Der Geschäftsbereich Semiconductor Systems stellt Kristallzuchtanlagen für die Herstellung von Silizium-Kristallen her, Plasma-Anlagen für Herstellungsprozesse in der Halbleiterindustrie und im Bereich Life Science sowie Analyse-Geräte zur Qualitätsüberprüfung von Hightech Materialien. In dem mit Semiconductor zusammengelegten Geschäftsbereich Solar Systems wurden Kristallzuchtanlagen für die Herstellung von Silizium-Kristallen in der Photovoltaikindustrie gebaut. Außerdem werden Kristallzuchtanlagen für die Herstellung von Siliziumcarbid, einem Substratmaterial für die Leistungselektronik, hergestellt. Die Gesellschaft betreibt Niederlassungen in Deutschland, Frankreich, Italien, China, Singapur, Korea, Taiwan und den USA.